# Janik
Janik (خانيك, khanik) o al-Jalidíe (en árabe: الخالدية‎, Al-Khalidiyah. En siríaco: Ḥanik. En kurdo: Xanike) es un pueblo de la Gobernación de Hasaka en el noreste de Siria. El pueblo se encuentra a orillas del río Tigris en el lado opuesto a la desembocadura de su afluente el río Jabur. Es conocido por el Cruce fronterizo de Semalka, que une Janik con Faysh Jabur, en Irak. También está 3 km al del sur del trifinio Irak, Siria y Turquía. El pueblo es famoso por ser el punto más oriental de Siria. En Janik viven asirios que pertenecen al Iglesia católica caldea y a la Iglesia asiria de Oriente. También vive en el pueblo una comunidad armenia.